# Castiglione Chiavarese
Castiglióne Chiavarése (O Castiggion /u kastiˈd͡ʒuŋ/ in ligure) è un comune italiano di 1 558 abitanti della città metropolitana di Genova in Liguria.

## Geografia fisica
Il territorio di Castiglione Chiavarese si trova in val Petronio, con il principale nucleo urbano formatosi lungo la strada statale 523 del Colle di Cento Croci, nelle vicinanze del torrente Petronio, ad est di Genova.
Posto strategicamente, vede nascere il torrente Petronio dal monte San Nicolao (810 m) che passando ha scolpito la roccia, creando particolari effetti paesaggistici e naturalistici. L'altitudine del territorio varia dai 120 m ai 1.094 m s.l.m., spaziando dalle vaste aree di macchia mediterranea a lecceti, castagneti, pinete e abetaie. Di pregio naturalistico le grotte del Frascarese e il sito archeologico-minerario del monte Loreto.
Tra le vette del territorio il monte Alpe (1094 m), il monte Pù (1001 m), il monte Groppi (869 m), la Cima Stronzi (845 m), il monte Taversa (834 m), il monte Merelle (801 m), il monte Bastia (761 m), il monte Arpecella (641 m), il monte Crosa (615 m), il monte Tassea (528 m), il monte Su Campegli (511 m), il monte Brana (426 m), il monte Groppe (411 m), il monte Frascati (369 m).

## Storia

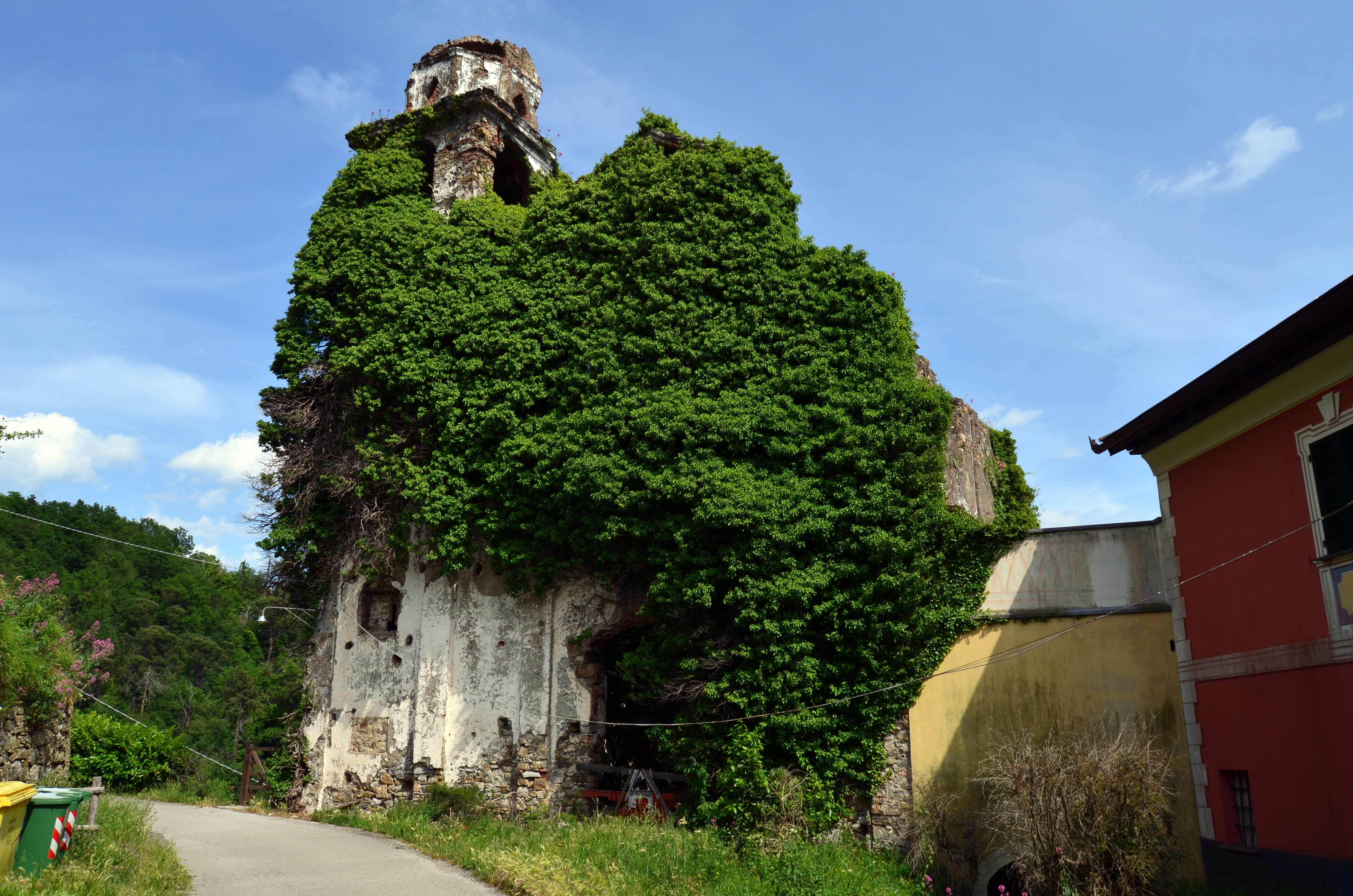
I ruderi dell'abbazia benedettina del Connio

Noto già in epoca romana, il territorio comunale di Castiglione Chiavarese probabilmente segnava il confine fra la cultura ligure e quella degli Etruschi. Tracce dei Romani sono evidenti sul territorio con i resti di ponti, oggetti e cave di calce; da fonti letterarie riguardanti le sue frazioni come Velva, fu proprio in quest'ultimo sito che l'imperatore romano Traiano ne fece un municipio che si trovava sulla Via Sara (strada romana di collegamento tra Sestri Levante e Ghiare di Berceto, nel parmense).
Fu quindi possedimento della locale abbazia del Connio che vi fondò le chiese di Campegli, Fiume, di Casali di Sopra e di Missano.
Divenne dominio della famiglia Fieschi di Lavagna che nel 1276 vendettero il feudo alla Repubblica di Genova. Il borgo (allora denominato semplicemente Castiglione) fu sottoposto alla podesteria di Sestri Levante, all'interno del capitaneato di Chiavari, e solo successivamente il territorio di Castiglione fu elevato al rango di podesteria autonoma, sempre nella maggiore giurisdizione chiavarese, includendo l'attuale municipalità di Maissana (ora nel territorio provinciale spezzino).
Nel 1747 la repubblica genovese vi costruì una serie di fortificazioni da porre come contrapposizione all'esercito austriaco.
Nel 1797 con la dominazione francese di Napoleone Bonaparte rientrò dal 2 dicembre nel dipartimento dell'Entella, con capoluogo Chiavari, all'interno della Repubblica Ligure. Dal 28 aprile 1798 Castiglione rientrò nel III cantone, come capoluogo, della giurisdizione del Gromolo e del Vara e dal 1803 centro principale del VII cantone del Gromolo nella giurisdizione dell'Entella. Annesso al Primo Impero francese, dal 13 giugno 1805 al 1814 venne inserito nel dipartimento degli Appennini.
Nel 1815 fu inglobato nel Regno di Sardegna, secondo le decisioni del congresso di Vienna del 1814, che sottopose la municipalità di Castiglione nella provincia di Chiavari sotto la divisione di Genova. Dal 1859 al 1926 il territorio fu compreso nel III mandamento di Sestri Levante del circondario di Chiavari dell'allora provincia di Genova, nel Regno d'Italia. Nel 1863 assunse l'odierna denominazione di Castiglione Chiavarese.
Dal 1973 al 31 dicembre 2008 ha fatto parte della Comunità montana Val Petronio.

### Simboli
Stemma
Gonfalone

## Monumenti e luoghi d'interesse

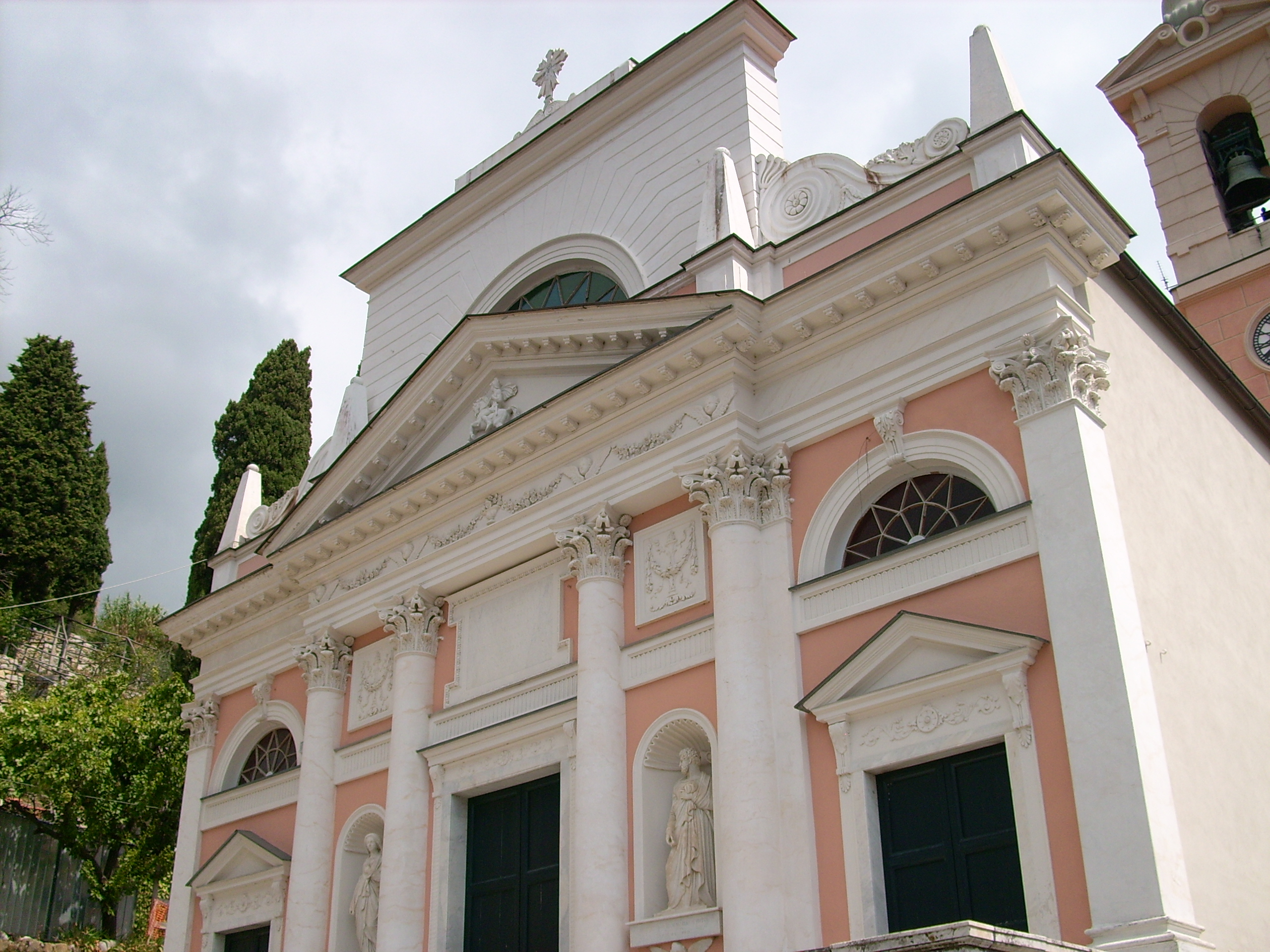
La chiesa parrocchiale di Sant'Antonino Martire di Castiglione Chiavarese

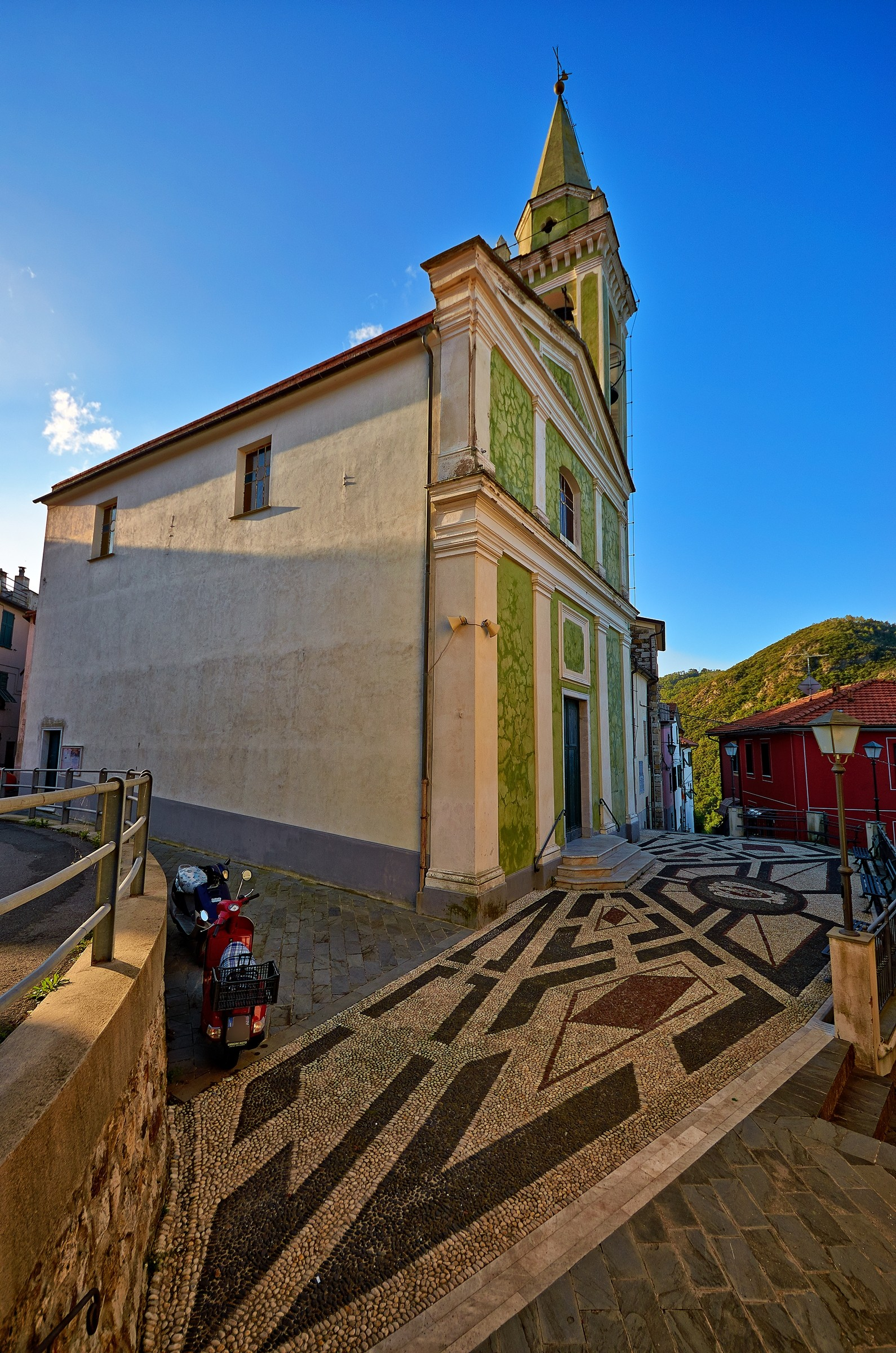
La chiesa parrocchiale di San Pietro nella frazione di San Pietro Frascati

### Architetture religiose

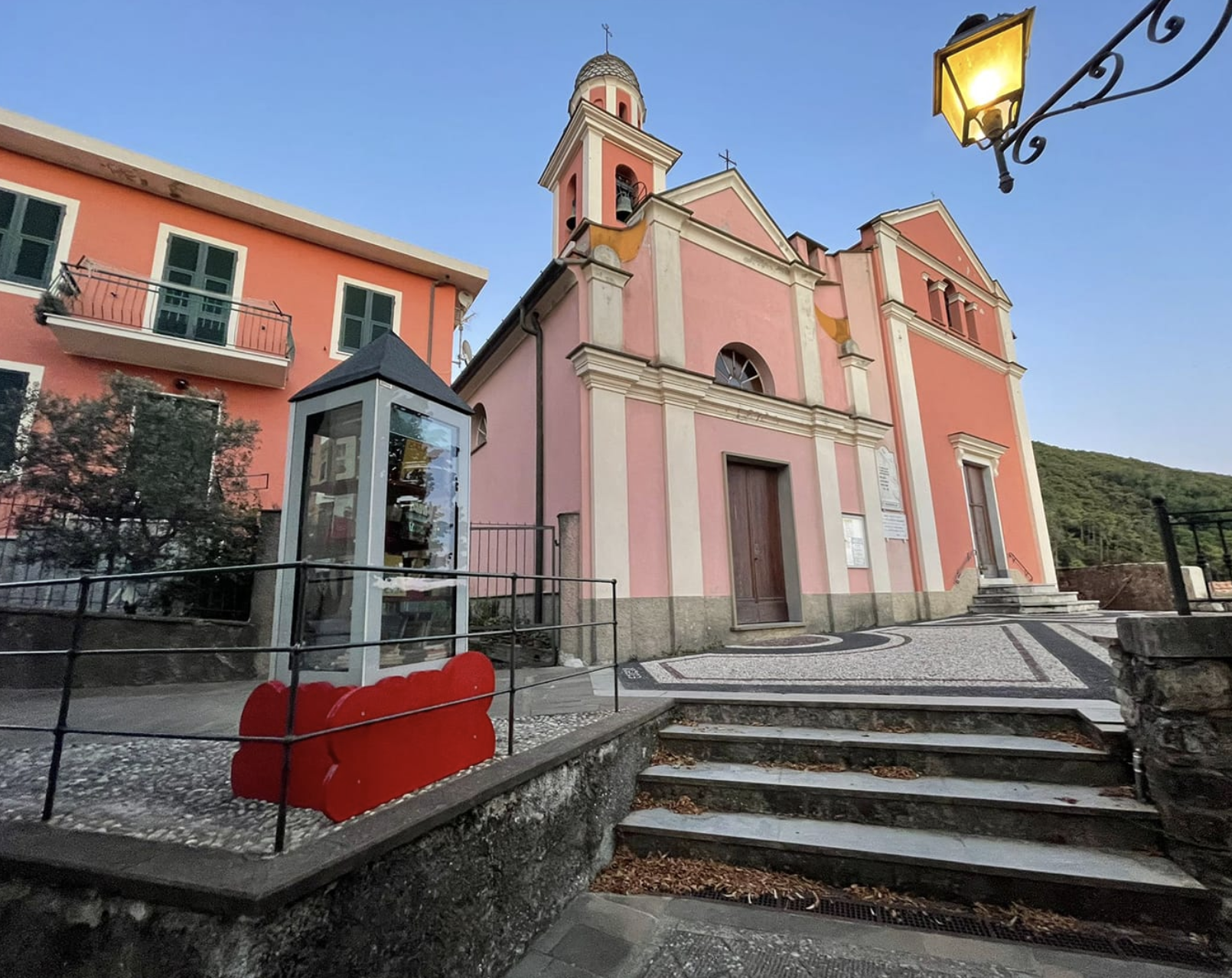
Il complesso della parrocchiale di San Michele (a destra) con l'attiguo oratorio di Sant'Ignazio nella frazione Masso

- Chiesa parrocchiale di Sant'Antonino Martire nel capoluogo comunale di Castiglione Chiavarese.
- Oratorio di San Bernardino nei pressi della parrocchiale di Sant'Antonino. Fu, secondo alcuni ritrovamenti archeologici, la probabile sede dell'antico hospitale di Sant'Antonio. Al suo interno si conservano ancora le antiche misure in marmo per l'olio e il vino.
- Chiesa parrocchiale dei Santi Rocco e Gaetano nella frazione di Campegli.
- Santuario di Sant'Elena nella frazione di Campegli. Fondata intorno all'anno 1000 dai Benedettini.
- Il complesso della parrocchiale di San Michele (a destra) con l'attiguo oratorio di Sant'Ignazio nella frazione MassoChiesa parrocchiale di San Michele Arcangelo nella frazione di Masso con l'attiguo oratorio dedicato a sant'Ignazio di Loyola.
- Santuario di Nostra Signora di Loreto nella frazione di Masso. Sorge sull'omonimo colle, da cui si gode di un ampio panorama sulla val Petronio. Il primo documento attestante la presenza di un edificio di culto risale al 1582. L'attuale struttura è del XIX secolo. I solenni festeggiamenti in onore di Nostra Signora di Loreto hanno luogo ogni anno la terza domenica di maggio.
- Chiesa parrocchiale di Santa Maria Assunta nella frazione di Missano. Al suo interno si può ammirare in particolare il pregevole altare in marmo intarsiato del 1773, la statua della Madonna del Rosario proveniente dall'abbazia del Connio Vecchio, attribuita alla bottega del Maragliano.
- Chiesa di San Benedetto d'Avenio, situata nelle vicinanze del paese di Missano, è attestata sin dal 1310 e ne sono oggi visibili solo i resti. Vi era annesso l'ospedale (ospizio per pellegrini) di San Benedetto.
- Abbazia del Connio Vecchio. Sita nei pressi della località del Connio Vecchio, poco distante dell'abitato frazionario di Missano, alcune fonti locali attestano la sua presenza (o proprio una sua edificazione) già nell'alto Medioevo. Dedicata alla Madonna del Rosario nel 1664, con inglobato un caratteristico borgo medievale ligure, si presenta attualmente in stato di rudere.
- Santuario di Nostra Signora della Misericordia, situato in località Connio Nuovo, nella frazione di Missano. Fu edificato all'inizio del XVII secolo come cappella della famiglia Vietti in ringraziamento alla Vergine per la guarigione miracolosa della giovane figlia, muta fin dalla nascita. Ampliato successivamente, l'edificio sacro è stato recentemente restaurato.
- Chiesa succursale di Sant'Andrea nella località di Mereta, nella frazione di Missano. Già parrocchiale del borgo nel XV secolo, perso il titolo nella seconda metà del Cinquecento divenne cappella soggetta al giuspatronato di Sant'Antonino in Castiglione e, successivamente, di Santa Maria Assunta in Missano. Al suo interno sono conservate due statue marmoree databili al XIX secolo e provenienti da una cappella che sorgeva in località Valle di Velva.
- Chiesa parrocchiale di San Pietro apostolo nella frazione di San Pietro Frascati. Nel suo interno si può ammirare l'opera attribuita alla scuola di Perin del Vaga, raffigurante la Madonna col Bambino, l'offerente e i santi Antonio abate e Martino di Tours.
- Chiesa parrocchiale di San Martino di Tours nella frazione di Velva. La sua parrocchia fu tra quelle comunità parrocchiali che, nel 1519, passarono dalla diocesi di Brugnato all'arcidiocesi di Genova in seguito a permuta. L'elevazione al titolo di prevostura fu concessa dall'arcivescovo di Genova, cardinal Placido Maria Tadini, il 3 luglio del 1834. Sulla torre campanaria è installato un buon concerto di cinque campane, intonato sulle prime altrettante note della scala maggiore di MI bemolle 3, realizzato dalla fonderia Francesco Picasso di Recco nel 1898.
- Santuario di Nostra Signora della Guardia. Il santuario è sorto nel 1892 nella frazione di Velva su suggerimento del sacerdote genovese monsignor Vincenzo Persoglio. L'arcivescovo di Genova monsignor Tommaso Reggio incaricò l'architetto Maurizio Dufour di redigere il progetto, Giovanni Rosa donò la statua della Vergine scolpita da Antonio Canepa.

### Architetture civili
- Palazzo del Fiume, dal XVI secolo Casa Albertoni, la cui origine monastica sembra essere testimoniata da un antico rudere in pietra, forse cappella del cenobio.
- Palazzo Costa-Zenoglio, del XVII secolo, con l'attigua cappella.

### Reperti romani

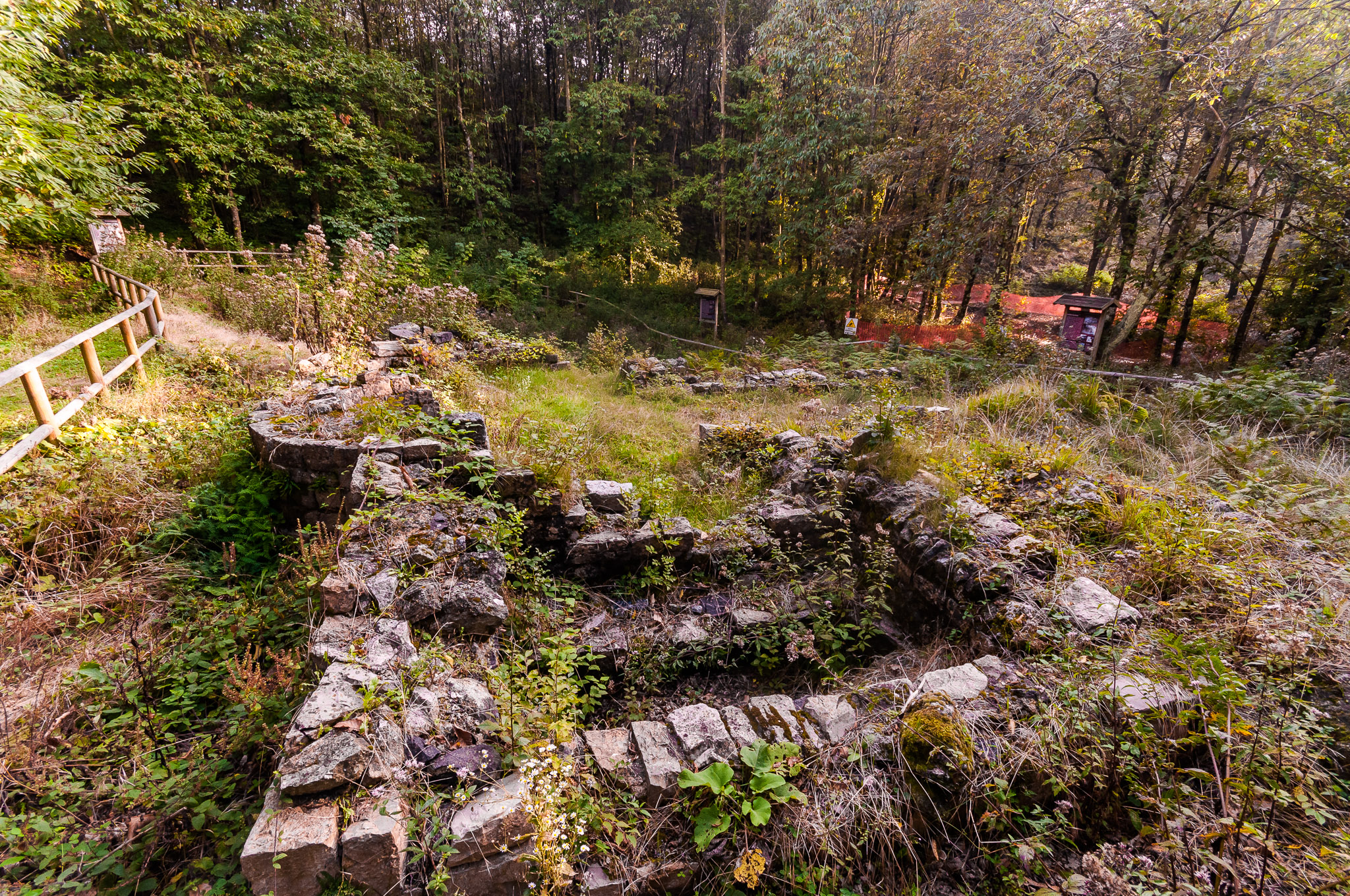
Reperti archeologici presso l'ospedale di San Nicolao di Pietra Colice

Nel territorio comunale vi è la possibilità di visitare antichi ponti e strade dell'epoca romana ed inoltre si può ammirare una stazione di rifornimento cavalli e osteria dell'epoca romana, una cosa rara perché vi sono pochi ritrovamenti di tale opere lungo le strade romane in questo caso lungo la Via Aurelia o Via Aemilia Scauri, come propriamente chiamata. Tale opera è stata mantenuta sino ad oggi grazie all'inserimento nel vecchio complesso di una chiesa di stile romanico - dedicata a san Nicolao - santo che dà il nome anche alla montagna dove dopo i frati con Carlo Magno l'hanno trasformata in hospitale per i viandanti che andavano in pellegrinaggio a Roma.
Nel territorio si possono altresì trovare mulattiere create dai Romani, per portare lo sviluppo economico nell'entroterra ligure fino a Velleia, centro nodale dei traffici e dell'affermazione romana in Italia. Nella valle Frascarese, vi è la possibilità di ammirare un'area in cui veniva estratta la pietra colombina da parte dei Romani (che permetteva la creazione della calce da impiegare per l'edilizia).
Gli antichi ponti, dislocati lungo il fondovalle, oltrepassavano il torrente Petronio, (nome datogli di chiara provenienza romana, infatti nel territorio, passò anche l'imperatore Nerone), questi ponti rispecchiano la piena architettura romana, poi modificati leggermente lungo gli anni, hanno ancora oggi tuttavia la base e la chiara tecnica romana. Nel territorio vi sono anche nomi di zone, dati dagli abitanti anziani, che possono fare capire la presenza romana, uno fra tutti è "da-a strà roman-na", cioè dalla strada romana, intendendo l'Aurelia.
Tutto questo ed altre emergenze sparse sul territorio, come la famosa scala di epoca romana e le canalizzazioni delle acque di fondo valle per permettere l'irrigazione dei campi fanno di Castiglione uno dei più romanizzati e ricchi della convivenza fra Roma e le popolazioni locali, perché è da far conoscere che il territorio era fra il popolo dei Tigulli (zona alta val di Vara) e il popolo di Segesta Tigullorum (gli odierni abitati di Sestri Levante e Trigoso) e aveva verso il monte Alpe - monte Pù il confine con i veri Liguri, coloro che si contrapposero fino alla morte contro Roma; i Liguri del monte Penna (in val d'Aveto e in particolare nella zona di Amborzasco) Liguri originari, di origini celtiche e aventi molti riti druidici.

### Aree naturali

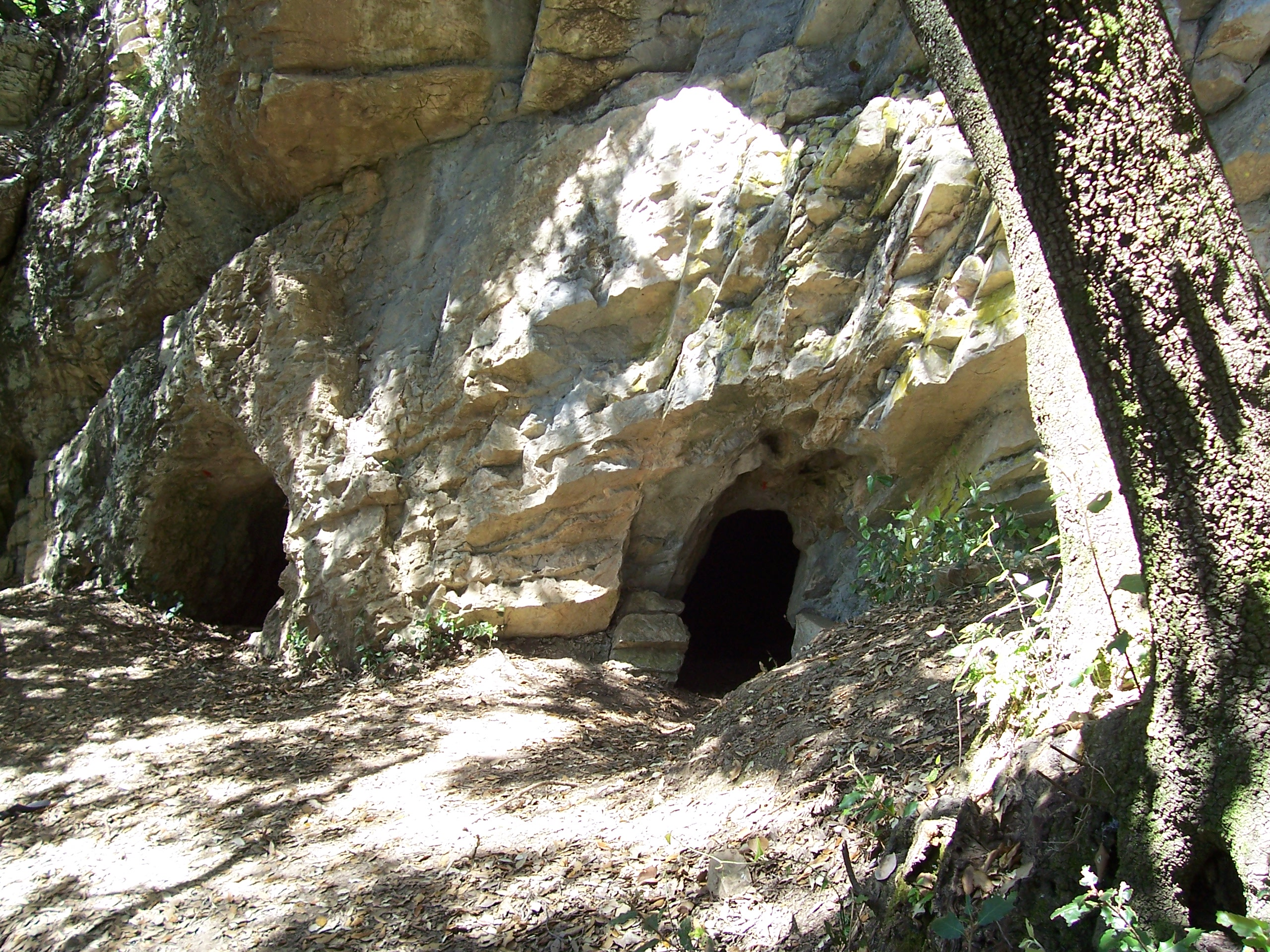
Le grotte della val Frascarese presso la frazione di San Pietro Frascati

Nei pressi della località di Ciappe di Sotto, nella val Frascarese, sono presenti due grotte considerate dagli studiosi in materia come raro esempio di carsismo nella Riviera di levante. Nella prima grotta - detta Prima Ciappa - sono stati rinvenuti alcune tracce di insediamenti preistorici come utensili, punte di freccia, punteruoli in osso e altri oggetti usati nella vita quotidiana dell'uomo primitivo che abitò nella val Frascarese. Inoltre sono stati trovati frammenti e cocci di vasi in ceramica risalenti, secondo alcuni studi, a circa 2.500 prima di Cristo. La grotta fu utilizzata, oltreché come dimora, anche come sepolcreto molto probabilmente nell'Età del rame.
La seconda grotta - detta Tana delle Fate - fu invece utilizzata per lo più come dimora e riparo per oltre seimila anni di storia; nel rifugio, infatti, sono state rinvenute tracce risalenti al Neolitico Medio, all'Età del Rame e al Medioevo. Oggi i diversi reperti preistorici sono custoditi ed esposti presso il museo archeologico di Chiavari.
Il territorio, comprende tantissime tipologie di vegetazione, dalla tipica macchia mediterranea, alla bosco di latifoglie, alla pineta, alla bosco di conifere; con vere e proprie abetaie, capaci durante tutto l'anno di favorire atmosfere tipicamente trentine.
Nel territorio comunale è altresì presente e preservato un sito di interesse comunitario, proposto dalla rete Natura 2000 della Liguria, per il suo particolare interesse naturale e geologico. Il sito, denominato "Punta Baffe - Punta Moneglia - Val Petronio", è collocato tra i territori comunali di Casarza Ligure, Castiglione Chiavarese, Sestri Levante e Moneglia dove è segnalato un particolare territorio formato, nella zona costiera, da strapiombi sul mare, piccole spiagge e macchia mediterranea; nella zona più interna, risalendo il torrente Petronio, si evidenziano ampie zone boscose formate da castagneti e pinete.
Tra la vegetazione sono segnalate formazioni di Buxus sempervirens, Genista salzmannii, Osmunda regalis, Quercus suber, Euphorbia dendroides e la Euphorbia biumbellata. Tra le specie animali sono presenti tra i rettili la natrice viperina, tra gli uccelli il gufo reale, lo sparviere e il martin pescatore. Tra le farfalle specie termofile come la Goneopteryx cleopatra e la Charaxes jasius.

## Società

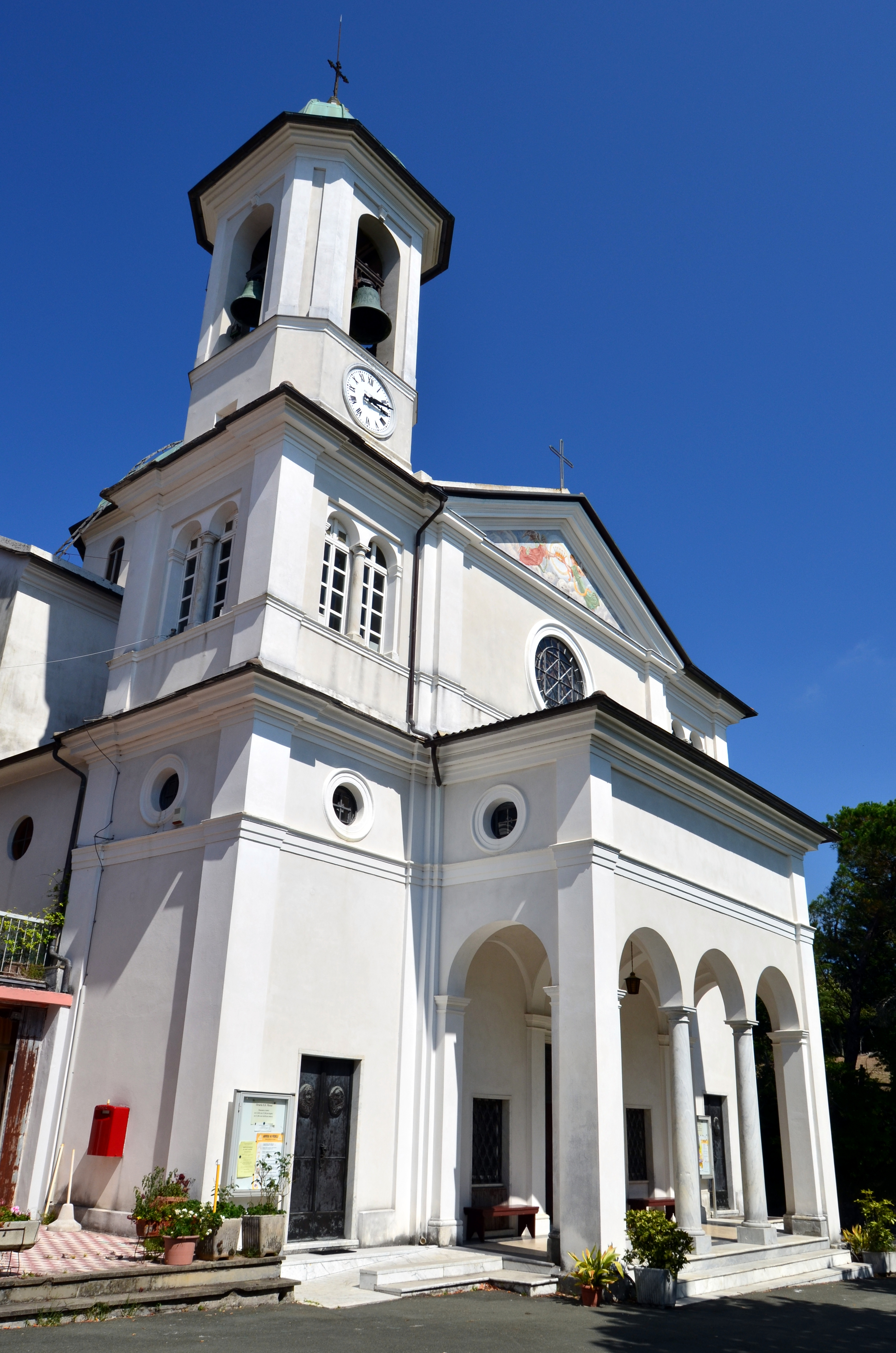
Il santuario di Nostra Signora della Guardia nella frazione di Velva

### Evoluzione demografica
Abitanti censiti

### Etnie e minoranze straniere
Secondo i dati Istat al 31 dicembre 2022, i cittadini stranieri residenti a Castiglione Chiavarese sono 116, così suddivisi per nazionalità, elencando per le presenze più significative:
1. Romania, 35

## Cultura

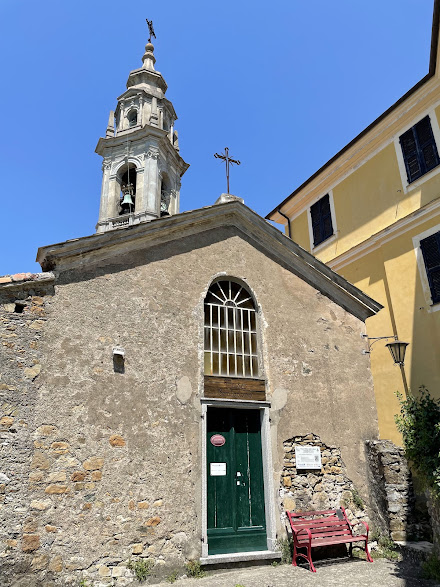
Il museo della civiltà contadina presso Velva

### Istruzione

#### Musei
Nella frazione di Velva, nei pressi della locale chiesa parrocchiale, è stato creato il museo della civiltà contadina nei locali dell'antico oratorio dei Bianchi. Il museo descrive e raccoglie reperti etnografici e antropologici dell'alta val Petronio, in particolari oggetti del lavoro contadino databili tra l'inizio del XIX secolo e la prima metà del XX secolo.
Il 28 settembre 2013 è stato inaugurato e ha aperto al pubblico il polo archeominerario di Castiglione, ricavato negli spazi in precedenza occupati dall'ex edificio scolastico della frazione di Masso, che assieme al museo archeologico e della città di Sestri Levante costituisce un unico sistema museale del territorio della val Petronio.

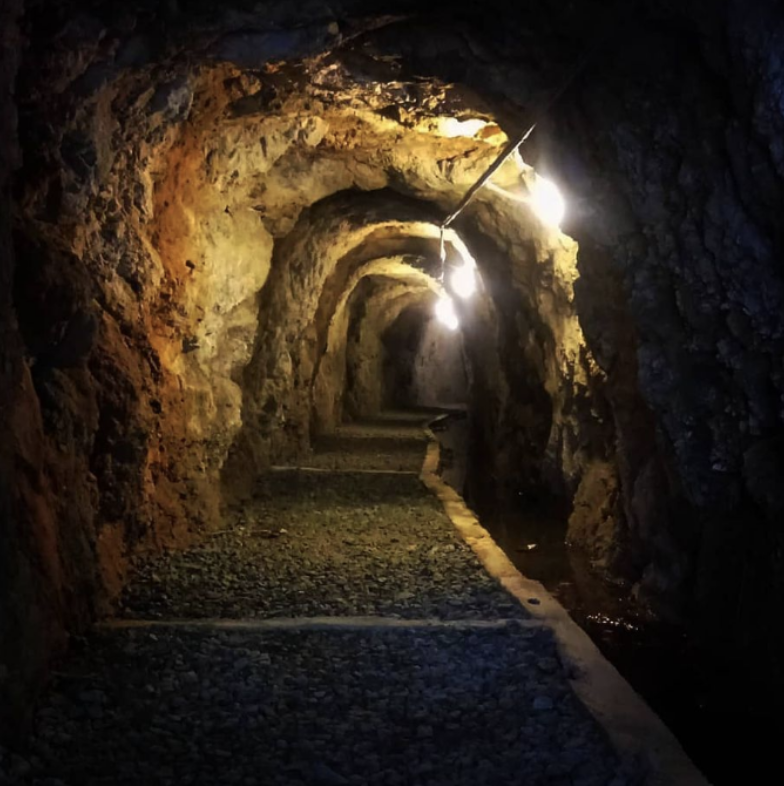
Il tratto visitabile della Gallerie XX Settembre, parte del museo archeominerario di Masso.

Il complesso del polo museale di Masso, nell’area di monte Loreto, si compone di tre parti: il museo archeominerario ospitato nella vecchia scuola del paese, il sito archeologico dove si trovano la miniera di rame di età preistorica e la miniera ottocentesca, la galleria XX Settembre attrezzata per l’estrazione a fine Ottocento e inizio Novecento. Sfruttata dal 1855 al 1910, il suo primo tratto è visitabile. 
A tutt'oggi, il sito archeominerario di monte Loreto costituisce la più antica testimonianza di miniere di rame dell'Europa occidentale. Le attività di estrazione sono collocabili all'inizio del IV millennio a.C. e proseguono con fasi databili al periodo tardoantico fino alla fase industriale ottocentesca. Caratteristica peculiare del sito è la sua estensione, che interessa gran parte della superficie dell'altura e la piena leggibilità delle diverse fasi di coltivazione che si sono succedute senza sovrapporsi in maniera distruttiva.

## Geografia antropica

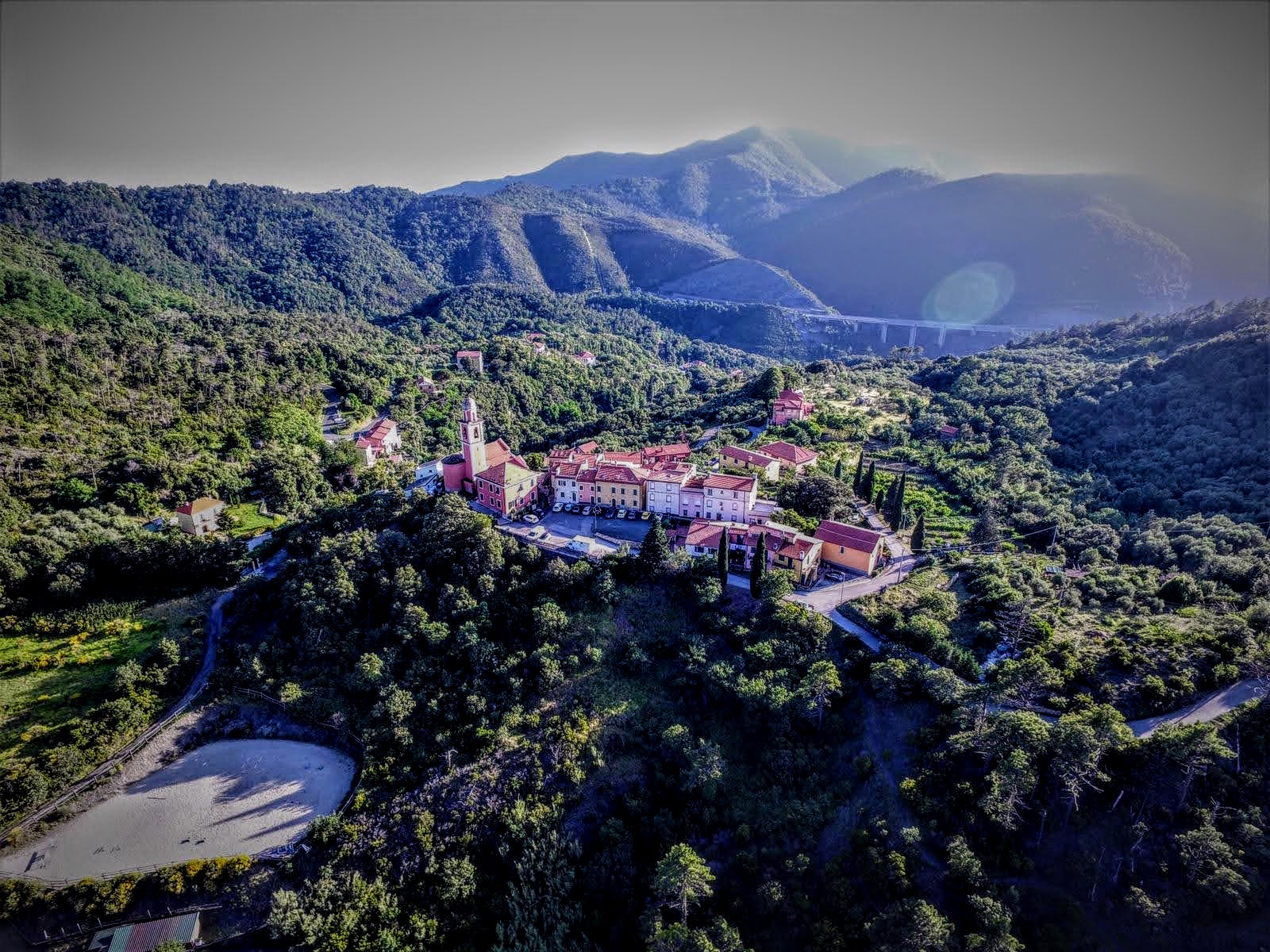
La frazione di Masso, con sullo sfondo il monte Moneglia e il sito di interesse comunitario Punta Baffe - Punta Moneglia - Val Petronio.

Il territorio comunale comprende, oltre al capoluogo, le frazioni di Campegli, Casali, Masso, Mereta, Missano, San Pietro Frascati e Velva storicamente riconosciuti dalla comunità e dallo statuto comunale per un totale di 29,75 km2.
Confina a nord con il comune di Maissana (SP), a sud con Moneglia, ad ovest con Casarza Ligure e ad est con Carro (SP) e Deiva Marina (SP).

## Economia
L'economia comunale è prevalentemente agricola. Nel comune sono presenti un crescente numero di aziende familiari, che si occupano di agricoltura e tutela del territorio. Si ha una forte produzione di vino, registrato anche geograficamente con la DOP (denominazione origine protetta), si produce olio extravergine di oliva attraverso gli antichi mulini presenti sul territorio. Vi è inoltre una forte raccolta di castagne, frutti di bosco e funghi.
Un'altra importante economia è quella basata sull'artigianato. Nel territorio comunale sono presenti ancora persone che creano con le loro mani cesti e cestini in legno; antichi salumifici e panettieri fanno da cornice al paese.

## Infrastrutture e trasporti

### Strade
Il territorio di Castiglione Chiavarese è situata lungo la strada statale 523 del Colle di Cento Croci che gli permette il collegamento stradale con Casarza Ligure, ad ovest, e con Varese Ligure a nord est. Il territorio comunale è altresì attraversato dalla strada provinciale 36 di Carro per raggiungere l'omonimo comune spezzino e dalla strada provinciale 40 di Velva dove, lungo il percorso, al confine tra i comuni di Castiglione Chiavarese e Maissana, è situato il santuario di Nostra Signora della Guardia.
La frazione di Masso è attraversata dalla strada provinciale 60, che si collega a valle con la strada statale 523 del Colle di Cento Croci ed a monte con la strada statale 1 Via Aurelia, in località Bracco nel comune di Moneglia.

### Mobilità urbana
Dai comuni di Sestri Levante, Casarza Ligure e Varese Ligure un servizio di trasporto pubblico locale gestito dall'AMT garantisce quotidiani collegamenti bus con Castiglione Chiavarese e per le altre località del territorio comunale.

## Amministrazione

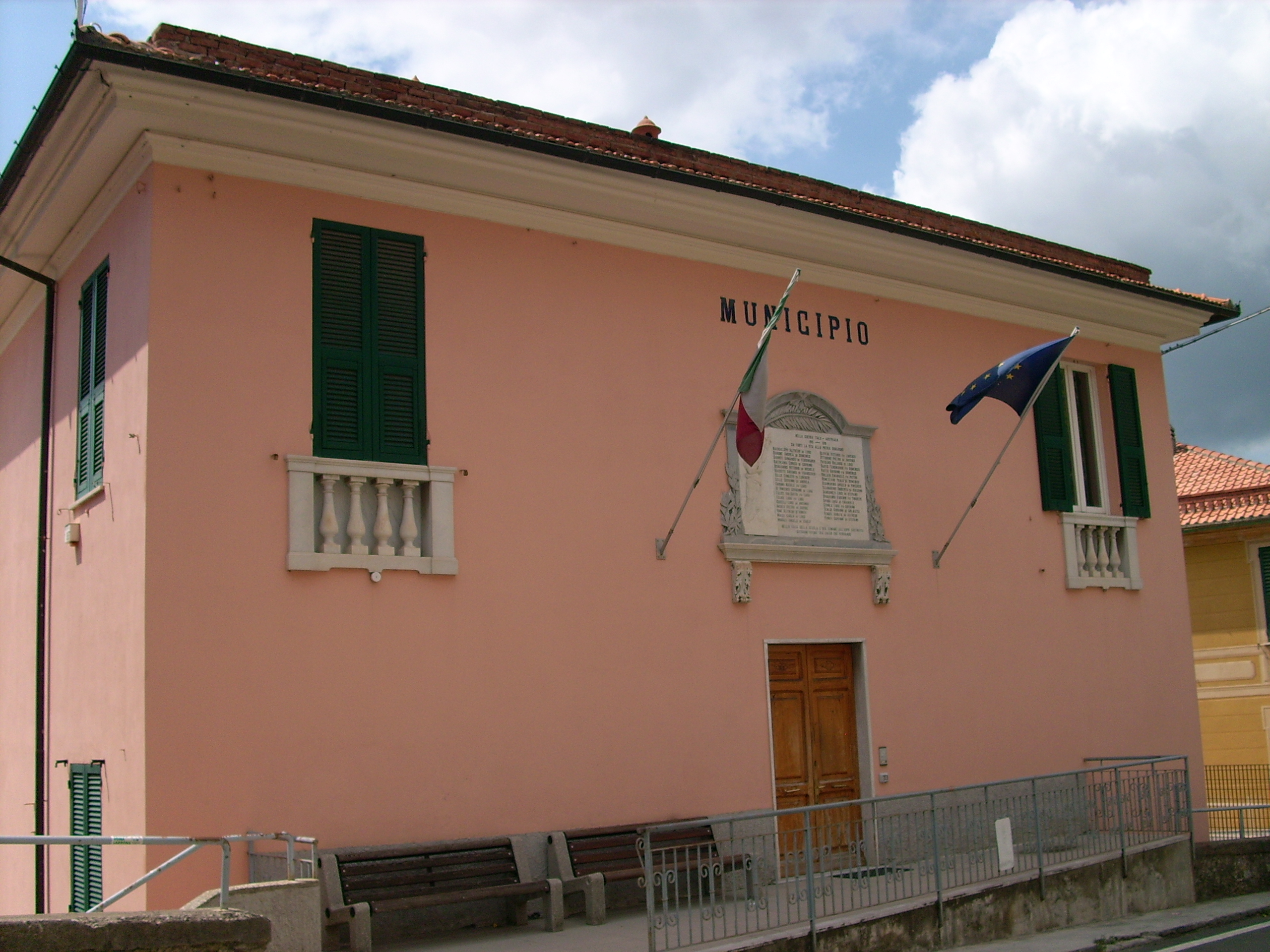
Il municipio

| Periodo        | Periodo        | Primo cittadino    | Partito                                                           | Carica  | Note   |
| -------------- | -------------- | ------------------ | ----------------------------------------------------------------- | ------- | ------ |
| 1975           | 22 luglio 1985 | Luigi Antonini     | DC                                                                | Sindaco |        |
| 22 luglio 1985 | 28 maggio 1990 | Luigi Antonini     | DC                                                                | Sindaco |        |
| 1º luglio 1990 | 24 aprile 1995 | Luigi Antonini     | DC                                                                | Sindaco |        |
| 24 aprile 1995 | 14 giugno 1999 | Claudio Ricelli    | lista civica                                                      | Sindaco |        |
| 14 giugno 1999 | 14 giugno 2004 | Claudio Ricelli    | lista civica                                                      | Sindaco |        |
| 29 giugno 2004 | 8 giugno 2009  | Fausto Figone      | Sviluppo Democrazia Solidarietà (lista civica di centro-sinistra) | Sindaco |        |
| 8 giugno 2009  | 26 maggio 2014 | Giovanni Collorado | Per Castiglione (lista civica di centro)                          | Sindaco | [ 15 ] |
| 26 maggio 2014 | 27 maggio 2019 | Giovanni Collorado | Per Castiglione (lista civica di centro)                          | Sindaco |        |
| 27 maggio 2019 | 10 giugno 2024 | Giovanni Collorado | Per Castiglione (lista civica di centro)                          | Sindaco |        |
| 10 giugno 2024 | in carica      | Giovanni Collorado | Per Castiglione (lista civica di centro)                          | Sindaco |        |